# Хухров, Юрий Дмитриевич
Хухров Юрий Дмитриевич (14 мая 1932, Ленинград, СССР — 22 ноября 2003, Санкт-Петербург, Российская Федерация) — советский художник, живописец, член Санкт-Петербургского Союза художников (до 1992 года — Ленинградской организации Союза художников РСФСР).

## Биография
Юрий Дмитриевич Хухров родился 14 мая 1932 года в Ленинграде в семье военнослужащего. В 1941 году после начала Великой Отечественной войны был эвакуирован в Киргизию, откуда вернулся в Ленинград в 1944 году. В 1945—1946 годах занимался в известной изостудии ленинградского Дворца пионеров у С. Левина и Н. Тихомировой.
В 1947—1952 годах учился в Средней художественной школе у Г. Рысиной, А. Кузнецова, Л. Калинкина. По окончании в 1952 году поступил на живописный факультет Ленинградского института живописи, скульптуры и архитектуры имени И. Е. Репина. Занимался у Василия Соколова, Валерия Пименова, Леонида Худякова, Александра Зайцева, Григория Чепца. В 1958 году окончил институт по мастерской Бориса Иогансона с присвоением звания художника живописи. Дипломная работа — картина «Конармейцы».
После окончания института в 1958—1960 работал в Брянске, где состоялась первая персональная выставка произведений. В 1960 возвращается в Ленинград, работает главным художником Центрального Военно-Морского музея, затем — преподавателем изостудии Дома пионеров и школьников Московского района. В 1962—1969 годах преподавал на кафедре общей живописи в Ленинградском Высшем художественно-промышленном училище имени В. И. Мухиной. С 1970 по 1992 работал по договорам с Ленинградским отделением Художественного фонда РСФСР.
Участвовал в выставках с 1958 года, экспонируя свои работы вместе с произведениями ведущих мастеров изобразительного искусства Ленинграда. Член Ленинградского Союза художников с 1965 года. Писал портреты, пейзажи, жанровые картины, натюрморты, этюды с натуры. В 1960—1980-е годы совершает творческие поездки для сбора натурного материала для картин в Западную Сибирь, Кузбасс, Узбекистан, Запорожье. В 1990-е работал на Чудском озере, в Павловске и на Карельском перешейке под Петербургом, что нашло отражение в работах художника. Персональные выставки произведений были показаны в Брянске (1958), Ленинграде (1970) и Санкт-Петербурге (1995, 1997, 2004).
Скончался 22 ноября 2003 года в Санкт-Петербурге на 72-м году жизни.

## Творчество
Устойчивый интерес Хухрова к творчеству Сезанна и раннему кубизму угадывается в характерных особенностях живописной манеры художника, в частности, в приёмах организации плоскости картины и построении её колорита на основе активизации тепло-холодности. Значительное внимание уделял ритмической организации композиции. Колорит работ как правило напряжённый, часто основанный на модуляциях красного цвета.
Ю. Хухров получил известность как автор портретов, ленинградских пейзажей и жанровых картин, посвящённых освоению природных богатств Сибири. Среди произведений, созданных художником, картины «Мальчик в голубом свитере» (1962), «Семён Будённый» (1964), «Портрет З. П. Жаворонковой» (1965), «Портрет колхозницы Наташи Споровой» (1966), «Петербургские дворы. Рассвет» (1970), «Семейный портрет», «Проходчик Л. Божбов» (обе 1971), «Белая ночь» (1972), «Алёнка» (1973), «Метростроевцы перед взрывом перемычки» (1975), «Музей Артиллерии» (1976), «Мансарды», «На берегу Самотлора» (обе 1977), «Никита», «Студент», «Станислав» (все 1978), «Покорённый Самотлор» (1980), «Сергей» (1981), «Малая Невка» (1989), «Портрет Наташи» (1997) и др.
Произведения Юрия Хухрова находятся в музеях и частных собраниях в России, Финляндии, Норвегии, Израиле, Ирландии, Украине, Узбекистане, Германии, Италии и других странах.